# Микроскопия

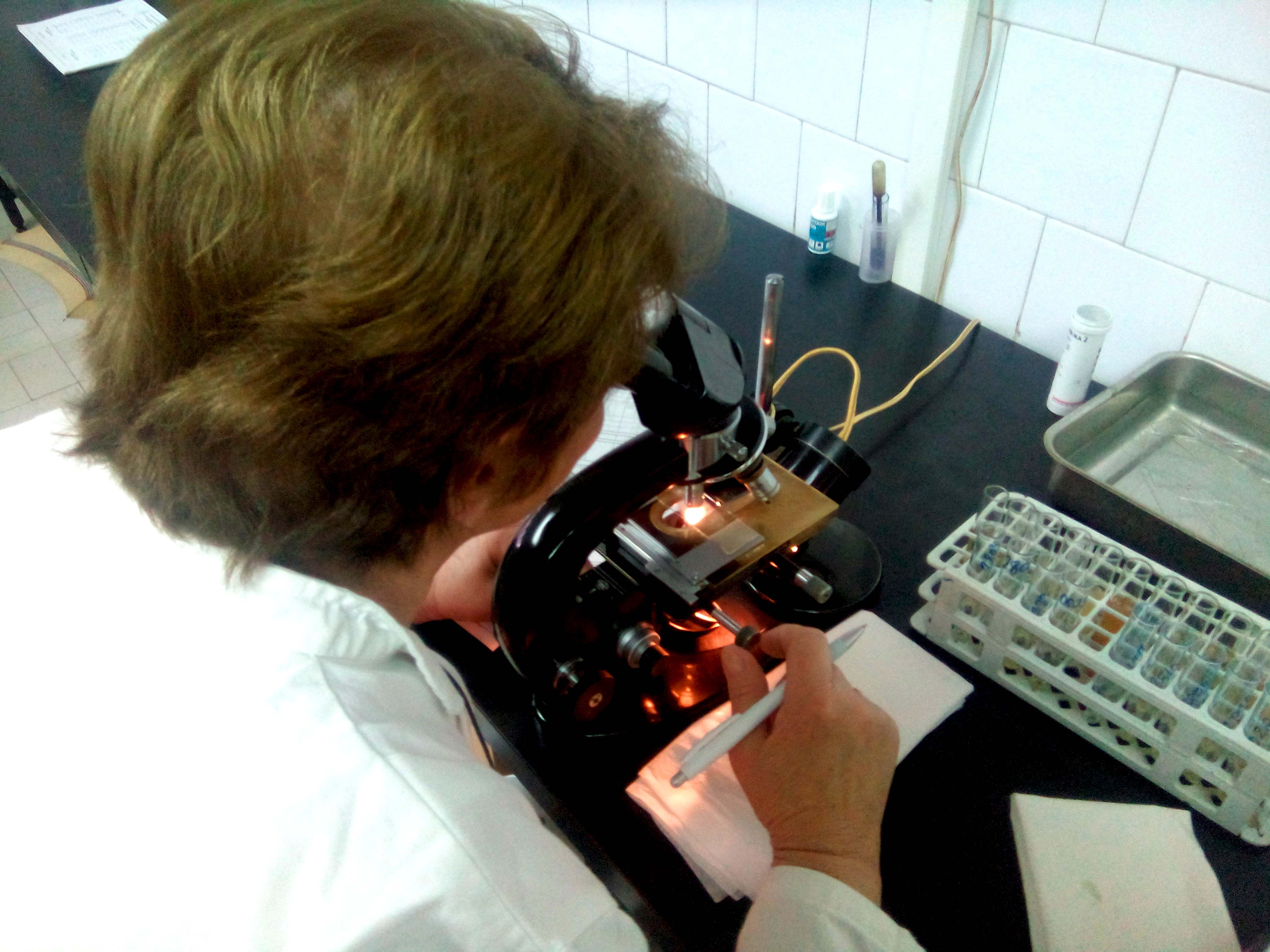
Микроскопическое исследование в биохимической лаборатории

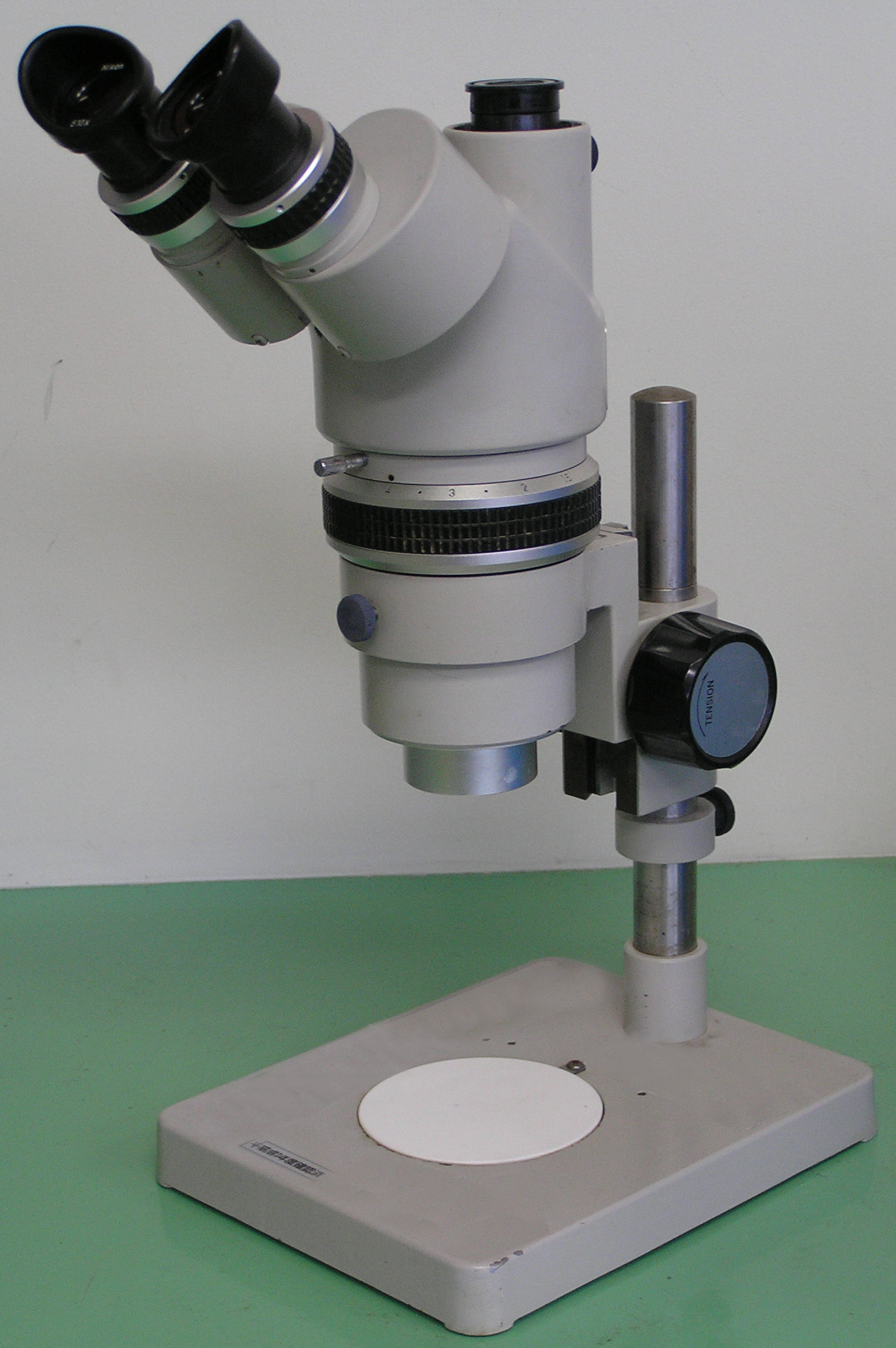
Стереомикроскоп

Микроскопия (МКС) ( μικρός — мелкий, маленький и σκοπέω — вижу) — изучение объектов с использованием микроскопа. Подразделяется на несколько видов: оптическая микроскопия, электронная микроскопия, многофотонная микроскопия, рентгеновская микроскопия, рентгеновская лазерная микроскопия и предназначается для наблюдения и регистрации увеличенных изображений образца.

## История
Первоначально микроскопы были только оптическими приборами, использующими лучи видимого света, так как и глаз работает в оптическом диапазоне длин волн. Соответственно, оптические микроскопы не могли иметь разрешения менее полупериода волны опорного излучения (для видимого диапазона длина волн 0,4—0,7 мкм, или 400—700 нм) c возможным максимальным увеличением в 2000 раз.
Идея просвечивающего электронного микроскопа состояла в замене опорного электромагнитного излучения на электронный пучок. Известно, что для увеличения разрешения микроскопов, использующих электромагнитное излучение, необходимо уменьшение длины волны электромагнитного излучения до ультрафиолетового диапазон вплоть до рентгеновского (длина волны сопоставима с межатомными расстояниями в веществе) и основная трудность состоит в фокусировке ультрафиолетовых и, тем более, рентгеновских лучей.
Особенность взаимодействия рентгеновских лучей с веществом отличает рентгеновские оптические системы от оптических систем для световых и электронных лучей. (Малое отклонение показателя преломления рентгеновских лучей от единицы (меньше чем на 10−4) практически не позволяет использовать для их фокусировки линзы и призмы. Электрические и магнитные линзы для этой цели также неприменимы, так как рентгеновские лучи инертны к электрическому и магнитному полям. Поэтому в микроскопии рентгеновской для фокусировки рентгеновских лучей используют явление их полного внешнего отражения изогнутыми зеркальными плоскостями или отражение от кристаллографических изогнутых плоскостей). На этом принципе построены отражательные рентгеновские микроскопы.

## Разрешающая способность
Степень проникновения в микромир, его изучения зависит от возможности рассмотреть величину микроэлемента, от разрешающей способности микроскопа. Чаще всего под разрешением микроскопа понимают минимальное расстояние между различимыми объектами.
При превышении увеличения при котором достигается возможное разрешение, границы деталей изображения сливаются. Дальнейшее увеличение изображения образца теряет смысл.
Гораздо более высокое разрешение имеют электронные микроскопы. В 2011 году лучшее разрешение для Растрового электронного микроскопа было 0,4 нм, и лучшее разрешение Просвечивающего электронного микроскопа было 0,05 нм.

## Виды и подвиды микроскопии
- Оптическая микроскопия
  - Ближнепольная оптическая микроскопия
  - Конфокальная микроскопия
  - Инфракрасная микроскопия
  - Двухфотонная лазерная микроскопия
- Флуоресцентная микроскопия
  - Двухфотонная лазерная микроскопия
- Рентгеновская микроскопия
  - Лазерная рентгеновская микроскопия
  - Отражательная рентгеновская микроскопия
  - Проекционная рентгеновская микроскопия
- Электронная микроскопия
  - Сканирующая (растровая) электронная микроскопия 
    - Атомно-силовая микроскопия
    - Сканирующая туннельная микроскопия

  - Просвечивающая (трансмиссионная) электронная микроскопия
  - Отражательная микроскопия
- Сканирующая зондовая микроскопия
  - Сканирующая туннельная микроскопия
  - Атомно-силовая микроскопия
  - Ближнепольная оптическая микроскопия
  - Магнитно-силовая микроскопия
  - Электро-силовая микроскопия

## Оптическая микроскопия

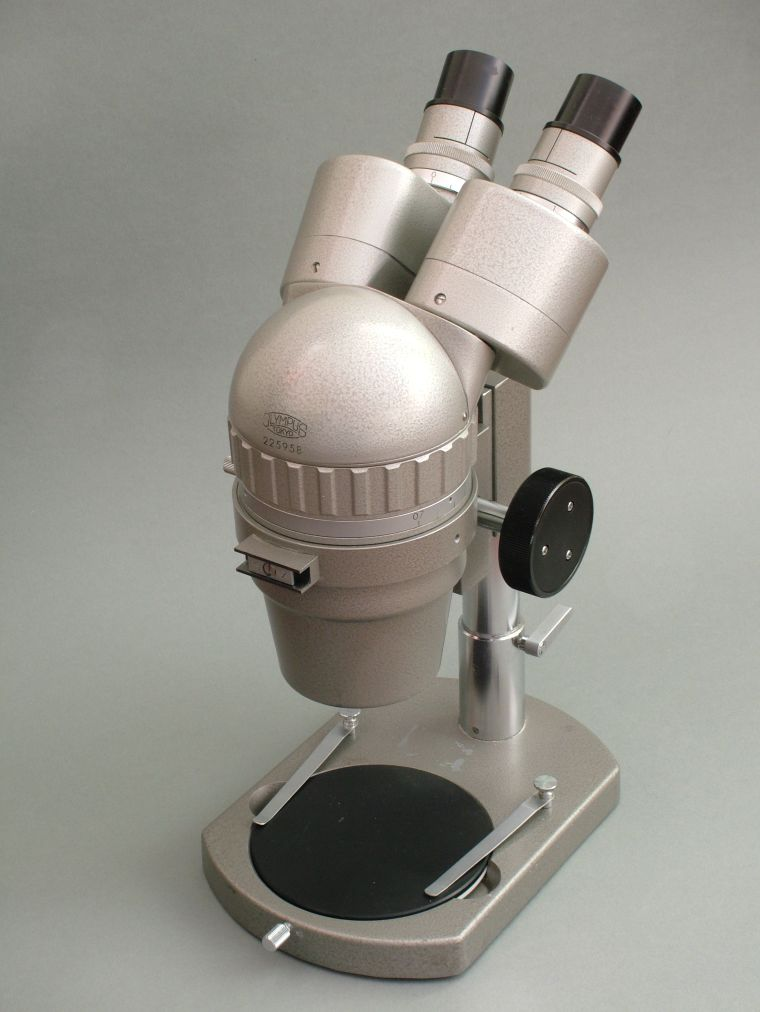
Бинокулярный стереомикроскоп. Модель 1970-х годов

Человеческий глаз представляет собой естественную оптическую систему, характеризующуюся определённым разрешением, то есть наименьшим расстоянием между элементами наблюдаемого объекта (воспринимаемыми как точки или линии), при котором они ещё могут быть отличены один от другого. Для нормального глаза при удалении от объекта на т. н. расстояние наилучшего видения (D = 250 мм), среднестатистическое нормальное разрешения составляет 0,176 мм. Размеры микроорганизмов, большинства растительных и животных клеток, мелких кристаллов, деталей микроструктуры металлов и сплавов и т. п. значительно меньше этой величины. Для наблюдения и изучения подобных объектов и предназначены оптические микроскопы различных типов.
В оптической микроскопии в настоящее время сделан прорыв, в результате которого преодолен фундаментальный рэлеевский критерий, заключающийся в том, что минимальный размер различимого объекта несколько меньше длины волны используемого света и принципиально ограничен дифракцией излучения. Это был предел возможному в оптической микроскопии. До недавнего времени нельзя было преодолеть барьер, позволяющий различать структуры с расстоянием между элементами до 0,20 мкм.
Тем не менее выдающаяся последняя разработка оптической системы наноскопа с оптическим разрешением 10 нм расширила диапазон оптической микроскопии — наноскопии до десятков нанометров, что по сравнению с 0,20 мкм в 20 раз сократило расстояние между различаемыми элементами. (Например, размер белковых молекул, из которых состоит наш организм, колеблется от 3 до 10 нм).
Немецкие ученые Штефан Хелль (англ. Stefan Hell) и Мариано Босси (англ. Mariano Bossi) из Института биофизической химии в 2006 году разработали наноскоп, позволяющий наблюдать объекты размером около 15 нм.
Российские учёные из Томского государственного политехнического университета усовершенствовали наноскоп, использовав в нём не микролинзы, как в классической конфигурации, а специальные дифракционные решетки с золотыми пластинками. При получении изображения с такого прибора срабатывают одновременно эффект аномальной амплитудной аподизации, резонанс Фабри — Перо и резонанс Фано. Вместе они и помогают увеличить разрешение, по сравнению с обычной дифракционной решеткой, до 0,3 λ.

## Электронная микроскопия

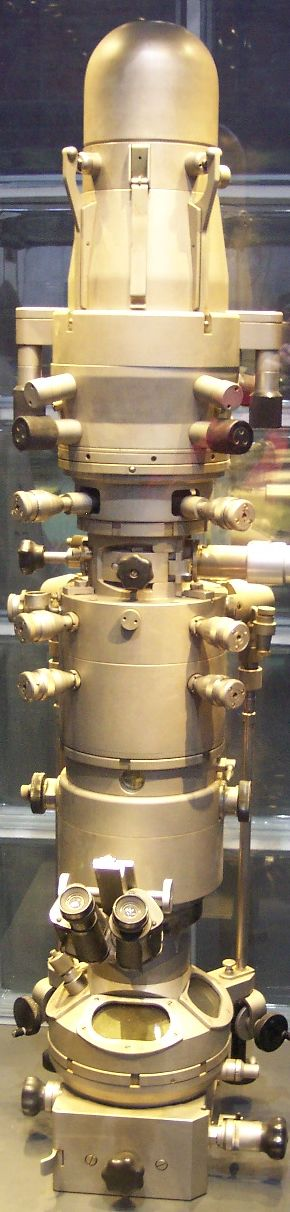
Электронный микроскоп. Модель 1960-х годов

В электронной микроскопии для построения изображения вместо световых лучей используется пучок электронов. Это позволяет увеличить разрешающую способность электронного микроскопа по сравнению со световым в сотни раз.
Первый работоспособный прототип электронного микроскопа был построен в 1932 году Э. Руска и М. Кнолль; в 1986 году за эту разработку Руски, вместе с другими разработчиками электронных микроскопов, была присуждена Нобелевская премия по физике. Серийное производство электронных микроскопов было начато в конце 30-х годов.

## Рентгеновская микроскопия
Разрешающая способность методов рентгеновской микроскопии практически достигает 100 нм, что в 2 раза выше, чем у оптических микроскопов (200 нм). Теоретически рентгеновская микроскопия позволяет достичь на 2 порядка лучшего разрешения, чем оптическая (поскольку длина волны рентгеновского излучения меньше на 2 порядка). Однако современный оптический микроскоп — наноскоп имеет разрешение до 3—10 нм.

## Сканирующая зондовая микроскопия
Сканирующий зондовый микроскоп — микроскоп для получения изображения поверхности и её локальных характеристик. Процесс построения изображения основан на сканировании поверхности зондом. В общем случае позволяет получить трехмерное изображение поверхности (топографию) с высоким разрешением.

## Организации
- Royal Microscopical Society (RMS)
- Microscopy Society of America (MSA)
- European Microscopy Society (EMS)